# Craig Berube
Craig „The Chief“ Berube (* 17. prosince 1965 Calahoo, Alberta) je bývalý kanadský hokejový útočník. Momentálně je hlavním trenérem v zámořské NHL, v klubu Toronto Maple Leafs.

## Hráčská kariéra
Svou juniorskou hokejovou kariéru začal v sezoně 1982/83 ve Williams Lake Mustangs v PCJHL. Ve stejné sezóně se také objevil ve čtyřech zápasech v Kamloops Oilers Junior v lize WHL. Po třech letech strávených ve WHL stihl vystřídat pět týmů (Kamloops Oilers Junior, New Westminster Bruins, New Westminster Royals, Kamloops Blazers a Medicine Hat Tigers), přičemž s Medicine Hat Tigers si zahrál finále playoff o trofej Ed Chynoweth Cup. 19. března 1986 podepsal smlouvu bez draftu jako volný hráč s týmem Philadelphia Flyers.
V klubu Flyers a na farmě Hershey Bears hrál pět let, poté byl 30. května 1991 vyměněn společně s Craigem Fisherem a Scottem Mellanbym do týmu Edmonton Oilers za Davea Browna, Coreyho Fostera a Jariho Kurriho. V Oilers neodehrál žádný zápas, jelikož byl ještě před začátkem nové sezóny 1991/92 vyměněn společně s Grantem Fuhrem a Glennem Andersonem do týmu Toronto Maple Leafs za Vincenta Damphousse, Petera Inga, Scotta Thorntona a Luka Richardsona. Za Toronto odehrál přesně polovinu zápasů v základní části, poté byl 2. ledna 1992 opět vyměněn společně s Alexandrem Godynyukem, Garym Leemanem, Michelem Petitem a Jeffem Reesem do týmu Calgary Flames za Dougyho Gilmoura, Jamieho Macouna, Rica Nattressena, Ricka Wamsleyho a Kenta Manderville. V Calgary dohrál sezónu, ale s týmem se nakonec neprobojovali do playoff a v nadcházející sezóně sice postoupili do playoff ale vypadli hned v semifinálové divizi nad týmem Los Angeles Kings, který vyhrál na série 2:4. 26. června 1993 byl vyměněn do týmu Washington Capitals za páté kolo draftu v roce 1993.
Za Capitals odehrál necelých šest sezón a s týmem si poprvé zahrál finále playoff v sezóně 1997/98, ve kterém prohráli 0:4 na zápasy. Do historie Capitals se zapsal svou tvrdou a agresivní hrou, v které nastřádal během šesti let v Capitals 1202 trestných minut a z pěti ze šesti sezón byl nejtrestanějším hráčem týmu. 23. března 1999 se vrátil do svého bývalého klubu Philadelphia Flyers. Ve Flyers dohrál sezónu 1998/99 a následně ještě celou sezónu 1999/2000. 7. července 2000 podepsal smlouvu jako volný hráč s týmem Washington Capitals, kde již působil. Sezóně 2000/01 odehrál v Capitals 22 zápasů v nichž nasbíral jeden bod a nastřádal 18 trestných minut, čímž navýšil trestné minuty, které nasbíral v Capitals. 11. ledna 2001 byl vyměněn do týmu New York Islanders za 9 kolo draftu. Za Islanders pak dohrál sezónu 2000/01, ve které si připsal dvě asistence. 18. září 2001 opět přestoupil a to znovu do týmu Calgary Flames, ve kterém již v minulosti také působil. Byla to jeho poslední sezona v NHL. Jelikož mu Flames nenabídlo novou smlouvu, stal se volným hráčem. 18. listopadu 2003 tak podepsal smlouvu jako volný hráč již potřetí s týmem Philadelphia Flyers. Za Flyers již však nenastoupil a na jejich farmě ve Philadelphia Phantoms odehrál poslední sezónu své kariéry.

## Trenérská kariéra
Jelikož ukončil hráčskou kariéru po sezóně 2003/04, v klubu Philadelphia Phantoms zůstal a přijal nabídku pozice asistenta hlavního trenéra Johna Stevense, se kterým hrával jako spoluhráč v nižší lize AHL v týmu Hershey Bears v letech 1986–1989. V klubu Phantoms trénoval do 2005/06 a 23. října 2006 byl přesunut na pozici asistenta trenéra do týmu Philadelphia Flyers. 22. října 2006 odstoupil Bob Clarke ze své funkce generálního manažera Flyers a hlavní trenér Ken Hitchcock byl propuštěn z týmu. John Stevens byl tak jmenován novým hlavním trenérem Flyers a Berube byl opět jeho asistent. V sezóně 2007/08 se vrátil zpět na farmu Phantoms, kde dělal hlavního trenéra. Do následující sezóny se však vrátil do Flyers, kde opět zastává funkci asistenta hlavního trenéra. V polovině sezóny 2009/10 byl John Stevens nahrazen novým trenérem Peterem Laviolettem, kterému dělal asistenta do sezóny 2013/14. Po třech odehraných zápasech byl však Laviolette odvolán a klub se rozhodl na jeho post hlavního kouče dosadit asistenta Berubeho.
Trenérská změna pod novým koučem Berubem se hra Flyers zlepšila a ze základní části postoupila do play off. Další sezonu 2014/15 nebyla tak vydařená oproti předešlé a 17. dubna 2015 oznámil generální manažer Flyers Ron Hextall o jeho konci působení na lavičce. Po roční pauze byl 29. června 2016 jmenován hlavním trenérem Chicago Wolves v American Hockey League, farmářský klub St. Louis Blues. Chicago Wolves byla jeho krátká štace, 15. června 2017 byl jmenován asistentem hlavního trenéra St. Louis Blues. 19. listopadu 2018 propustili z klubu hlavního trenéra Mike Yeo, prozatímní hlavní trenér byl jmenován Berube. Na začátku kalendářního roku 2019 se trápili, s bilancí 15-18-4 byli nejhorší v lize. Zlepšení přišlo v půlce základní část, 30 vítězství včetně rekordní šňůry 11 vyhraných zápasů v řadě skončili na třetím místě v Centrální divizi. V klubové historii se St. Louis Blues třikrát hrál ve finále o Stanley Cup, naposled v roce 1970. Ve finále se utkali proti Boston Bruins, které zvítězili 4:3 na série a poprvé v historii vyhráli Stanley Cup.
26. dubna 2019 byli Berube, Jon Cooper a Barry Trotz vyhlášeni jako finalisté ceny Jack Adams. Trofej nakonec získal Barry Trotz. 24. června 2019 prodloužil smlouvu o tři roky. Po vypršení kontraktu se Berube opět s týmem dohodl na prodloužení smlouvy o následující tři roky. V St. Louis Blues skončil dříve než u vypršela smlouva, začátek ročníku 2023/24 se St. Louis moc nevydařil, s bilancí 13-14-1 byli na 26. místě. Po prohře 4:6 s Detroitem oznámil generální manažer Blues Doug Armstrong o propuštění trenéra Berubeho. 18. května 2024 byl Berube jmenován novým hlavním trenérem Toronta Maple Leafs, nahradil tak kanadského trenéra Sheldona Keef.

## Zajímavosti
- 3. nejtrestanější hráč v historii klubu Washington Capitals (1220 trestných minut)
- 7. nejtrestanější hráč v historii NHL (3149 trestných minut)
- 9. nejtrestanější hráč v historii klubu Philadelphia Flyers (1138 trestných minut)

## Prvenství
- Debut v NHL - 22. března 1987 (Philadelphia Flyers proti Pittsburgh Penguins)
- První gól v NHL - 25. listopadu 1987 (Philadelphia Flyers proti Buffalo Sabres, americkému brankáři Tom Barrasso)
- První asistence v NHL - 3. prosince 1987 (Philadelphia Flyers proti Hartford Whalers)

## Klubové statistiky
| Sezóna       | Klub                   | Soutěž       |      | Základní část | Základní část | Základní část | Základní část | Základní část |   | Play off | Play off | Play off | Play off | Play off |
| Sezóna       | Klub                   | Soutěž       | Z    | G             | A             | B             | TM            | Z             | G | A        | B        | TM       |          |          |
| 1982/1983    | William Lake Mustangs  | PCJHL        | 33   | 9             | 24            | 33            | 99            | —             | — | —        | —        | —        |          |          |
| 1982/1983    | Kamloops Jr. Oilers    | WHL          | 4    | 0             | 0             | 0             | 0             | —             | — | —        | —        | —        |          |          |
| 1983/1984    | New Westminster Bruins | WHL          | 70   | 11            | 20            | 31            | 104           | 8             | 1 | 2        | 3        | 5        |          |          |
| 1984/1985    | New Westminster Royals | WHL          | 70   | 25            | 44            | 69            | 191           | 10            | 3 | 2        | 5        | 4        |          |          |
| 1985/1986    | Kamloops Blazers       | WHL          | 32   | 17            | 14            | 31            | 119           | —             | — | —        | —        | —        |          |          |
| 1985/1986    | Medicine Hat Tigers    | WHL          | 34   | 14            | 16            | 30            | 95            | 25            | 7 | 8        | 15       | 102      |          |          |
| 1986/1987    | Hershey Bears          | AHL          | 63   | 7             | 17            | 24            | 325           | —             | — | —        | —        | —        |          |          |
| 1986/1987    | Philadelphia Flyers    | NHL          | 7    | 0             | 0             | 0             | 57            | 5             | 0 | 0        | 0        | 17       |          |          |
| 1987/1988    | Philadelphia Flyers    | NHL          | 27   | 3             | 2             | 5             | 108           | —             | — | —        | —        | —        |          |          |
| 1987/1988    | Hershey Bears          | AHL          | 31   | 5             | 9             | 14            | 119           | —             | — | —        | —        | —        |          |          |
| 1988/1989    | Philadelphia Flyers    | NHL          | 53   | 1             | 1             | 2             | 199           | 16            | 0 | 0        | 0        | 56       |          |          |
| 1988/1989    | Hershey Bears          | AHL          | 7    | 0             | 2             | 2             | 19            | —             | — | —        | —        | —        |          |          |
| 1989/1990    | Philadelphia Flyers    | NHL          | 74   | 4             | 14            | 18            | 291           | —             | — | —        | —        | —        |          |          |
| 1990/1991    | Philadelphia Flyers    | NHL          | 74   | 8             | 9             | 17            | 293           | —             | — | —        | —        | —        |          |          |
| 1991/1992    | Toronto Maple Leafs    | NHL          | 40   | 5             | 7             | 12            | 109           | —             | — | —        | —        | —        |          |          |
| 1991/1992    | Calgary Flames         | NHL          | 36   | 1             | 4             | 5             | 155           | —             | — | —        | —        | —        |          |          |
| 1992/1993    | Calgary Flames         | NHL          | 77   | 4             | 8             | 12            | 209           | 6             | 0 | 1        | 1        | 21       |          |          |
| 1993/1994    | Washington Capitals    | NHL          | 84   | 7             | 7             | 14            | 305           | 8             | 0 | 0        | 0        | 21       |          |          |
| 1994/1995    | Washington Capitals    | NHL          | 43   | 2             | 4             | 6             | 173           | 7             | 0 | 0        | 0        | 29       |          |          |
| 1995/1996    | Washington Capitals    | NHL          | 50   | 2             | 10            | 12            | 151           | 2             | 0 | 0        | 0        | 19       |          |          |
| 1996/1997    | Washington Capitals    | NHL          | 80   | 4             | 3             | 7             | 218           | —             | — | —        | —        | —        |          |          |
| 1997/1998    | Washington Capitals    | NHL          | 74   | 6             | 9             | 15            | 189           | 21            | 1 | 0        | 1        | 21       |          |          |
| 1998/1999    | Washington Capitals    | NHL          | 66   | 5             | 4             | 9             | 166           | —             | — | —        | —        | —        |          |          |
| 1998/1999    | Philadelphia Flyers    | NHL          | 11   | 0             | 0             | 0             | 28            | 6             | 1 | 0        | 1        | 4        |          |          |
| 1999/2000    | Philadelphia Flyers    | NHL          | 77   | 4             | 8             | 12            | 162           | 18            | 1 | 0        | 1        | 23       |          |          |
| 2000/2001    | Washington Capitals    | NHL          | 22   | 0             | 1             | 1             | 18            | —             | — | —        | —        | —        |          |          |
| 2000/2001    | New York Islanders     | NHL          | 38   | 0             | 2             | 2             | 54            | —             | — | —        | —        | —        |          |          |
| 2001/2002    | Calgary Flames         | NHL          | 66   | 3             | 1             | 4             | 164           | —             | — | —        | —        | —        |          |          |
| 2002/2003    | Calgary Flames         | NHL          | 55   | 2             | 4             | 6             | 100           | —             | — | —        | —        | —        |          |          |
| 2003/2004    | Philadelphia Phantoms  | AHL          | 33   | 0             | 6             | 6             | 134           | —             | — | —        | —        | —        |          |          |
| Celkem v NHL | Celkem v NHL           | Celkem v NHL | 1054 | 61            | 98            | 159           | 3149          | 89            | 3 | 1        | 4        | 211      |          |          |
| Celkem v AHL | Celkem v AHL           | Celkem v AHL | 134  | 12            | 34            | 46            | 597           | —             | — | —        | —        | —        |          |          |